# 차동철
차동철 (車東哲, 1963년 1월 27일 ~ )은 전 KBO 리그 LG 트윈스의 투수이며 1978년 전남고등학교에 입학했지만 1학년 때 자퇴한 뒤 연합고사를 다시 보고 광주일고에 입학했다.
1986년에 해태에 1차 지명되어 맹활약했지만 1989년 시즌 도중 러닝을 하다 종아리 인대 파열 부상을 당하여 다음 해인 1990년 LG로 현금 트레이드됐다. 하지만 이번에도 부상 때문에 결국 1997년에 은퇴했다.
현재는 모교인 건국대학교 감독직을 맡고 있다.

## 출신학교
- 광주서림초등학교
- 전남중학교
- 광주제일고등학교
- 건국대학교

1. ↑  김종건 전문기자 (2012년 8월 23일). “[김종건의 아날로그 베이스볼] 차동철, SF볼의 마술사 “야구인생도 SF””. 스포츠동아. 2021년 7월 8일에 확인함.
2. ↑  김종건 전문기자 (2012년 8월 23일). “[김종건의 아날로그 베이스볼] 차동철, SF볼의 마술사 “야구인생도 SF””. 스포츠동아. 2021년 7월 8일에 확인함.